# Binnein Mòr
Der Binnein Mòr ist ein als Munro und Marilyn eingestufter, 1130 Meter hoher Berg in Schottland. Sein gälischer Name kann in etwa mit Große Spitze übersetzt werden.

## Beschreibung
Er liegt in der Council Area Highland in der südöstlich von Fort William und dem Ben Nevis gelegenen 
Berggruppe der Mamores, deren höchster Gipfel er ist. Die Hauptkette der Mamores erstreckt sich in Ost-West-Richtung zwischen dem Glen Nevis und der südlich gelegenen Ortschaft Kinlochleven und weist insgesamt acht Munros auf. Zwei weitere Munros liegen etwas abseits östlich der Hauptkette.

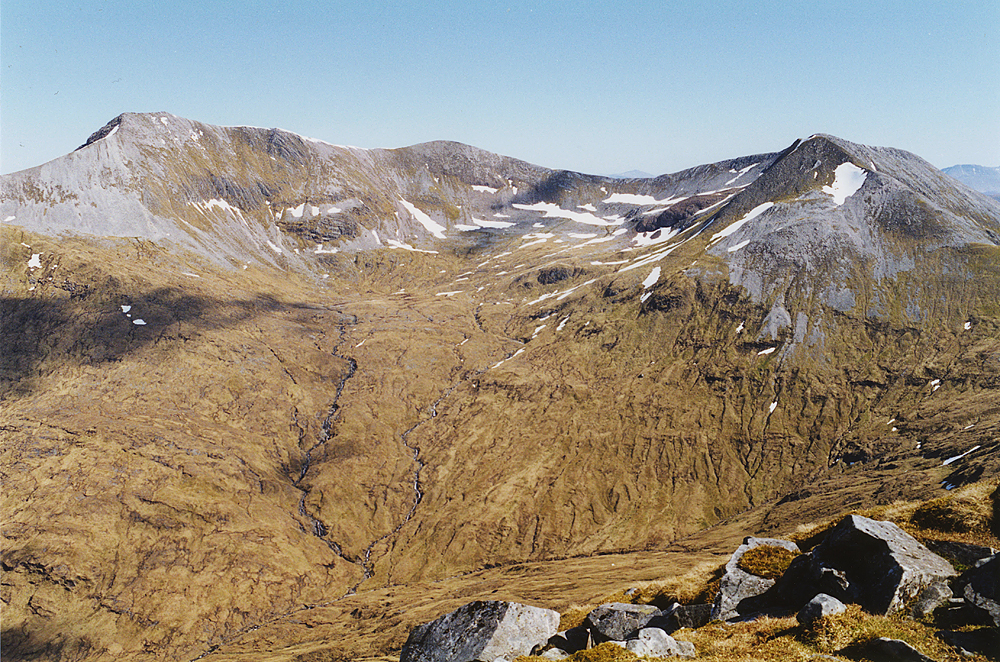
Blick vom nordwestlich benachbarten An Gearanach auf den Binnein Mòr (links) und den Na Gruagaichean (rechts)

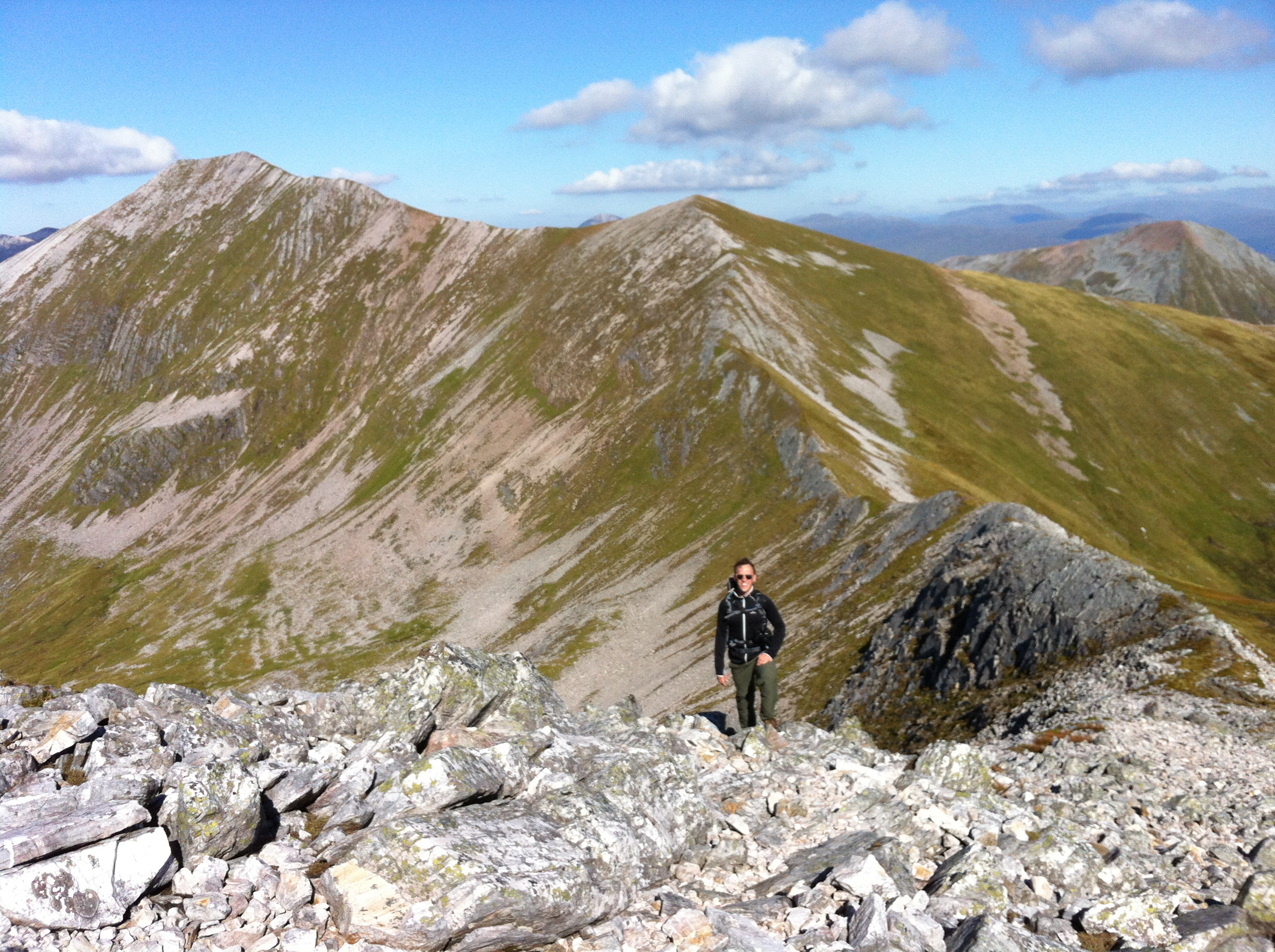
Blick vom Na Gruagaichean aus Richtung Südosten zum Hauptgipfel des Binnein Mòr

Der Binnein Mòr liegt im östlichen Teil der Mamores. Sein Hauptgipfel ragt als markante steile Spitze über dem Glen Nevis auf. Vom Hauptgipfel aus verläuft der Gipfelgrat nach Süden zu einem 1062 Meter hohen Vorgipfel, an dem sich der Grat in Richtung Südosten und Südwesten teilt. Nach Südwesten besteht über einen etwa 960 Meter hohen Sattel ein Übergang über den schmalen und teils felsigen Grat zum benachbarten Munro Na Gruagaichean. In Richtung Südosten schließt sich der 956 Meter hohe Vorgipfel Sgor Eilde Beag an, dessen Ostwand steil ins Coire an Lochain abfällt, das den Binnein Mór vom östlichsten Gipfel der Mamores, dem 1010 Meter hohen Sgùrr Eilde Mòr, trennt. Vom Hauptgipfel verlaufen drei weitere kurze, steile und felsige Grate nach Norden, Nordosten und Ostnordost, die zwei schmale felsige Corries einschließen, das Achlais a’ Bhinnein Mhòir und das Garbh-choire.

## Aufstieg
Viele Munro-Bagger kombinieren eine Besteigung des Binnein Mòr mit der des benachbarten Na Gruagaichean, beide Berge sind durch einen sich nur knapp unter 1000 Meter Höhe absenkenden Grat verbunden. Ausgangspunkt ist Kinlochleven, von dort führt der Weg zunächst über einen Public Footpath in Richtung Spean Bridge und Corrour Station. Oberhalb des Loch Eilde Mòr führt ein steiler Anstieg über den Südgrat des Sgor Eilde Beag auf diesen Vorgipfel, von dort dann über den namenlosen Vorgipfel, an dem der Grat zum Na Gruagaichean abzweigt, zum Hauptgipfel. Weitere Zustiegsmöglichkeiten bestehen aus dem Glen Nevis, der Normalweg führt von dort in leichter Kletterei über den Nordostgrat zum Gipfel. 